# 陈衍 (医家)
陈衍（?—?）。字万卿，号丹丘隐者，人称冰翁、隐君、篔城先生。黄岩（今浙江黄岩）人，南宋医家。
陈衍幼习儒学，后又兼习通医学，经二十余年广泛采辑，反复修订，在绍定年间著成《宝庆本草折衷》（简称《本草折衷》）二十卷，残存十四卷，于宋理宗淳祐八年（1248年）定稿。此书参考南宋以前诸医药书，续以己说；集南宋以前诸药学著作之精华，颇有影响。